# خلة وردة
خلة وردة هي أرض زراعية لبنانية على الحدود اللبنانية-الفلسطينية المحتلة في خراج عيتا الشعب بالقرب من بركة ريش، وشهدت هذه البلدة عملية الوعد الصادق التي نفذها حزب الله.